# João, o Glutão
João, o Glutão foi um oficial militar bizantino, ativo no reinado do imperador Justiniano (r. 527–565).

## Vida

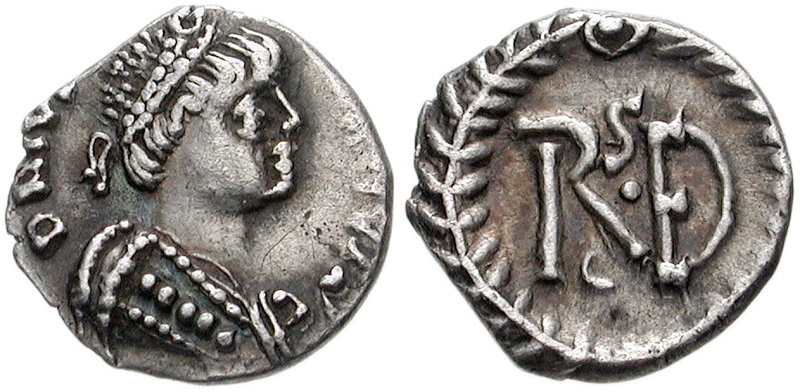
1/4 de síliqua de Vitige r.

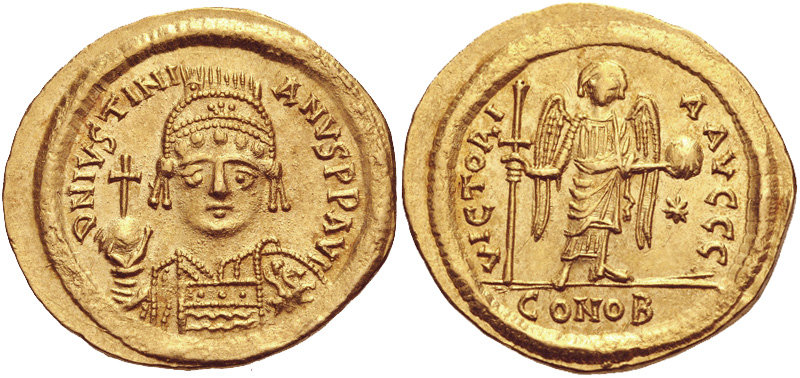
Soldo de Justiniano r.

João aparece pela primeira vez em 539, quando comandou um exército na Itália sob Belisário. Ali, recebeu a missão de auxiliar Martinho e João a impedir que o ostrogodo Úreas avançasse de Mediolano (atual Milão) para atacar o exército de Belisário que estava em Áuximo ou, ao menos, atrasá-lo. Eles ocuparam Dertona e permaneceram acampados ali. Quando o rei Vitige (r. 536–540) convocou Úreas, os bizantinos em Dertona bloquearam seu caminho e impediram que pudesse avançar mais. A chegada de invasores francos, contudo, obrigou os godos a se retirarem, ao mesmo tempo que provocou a fuga dos bizantinos para junto de Belisário. Se sabe que com a retirada franca, as tropas sob Martinho e João retornaram, talvez para Dertona, e mais tarde atacaram alguma fortalezas alpinas para aliviar Tomás. É incerto se Glutão ainda estava com eles, mas os autores da Prosopografia afirmam ser possível.
Em 541, Glutão reapareceu como um dos doríforos da guarda de Belisário no fronte oriental. Nesta ocasião, recebeu, ao lado de Trajano, o comando de 12 mil soldados, a maioria deles recrutado das fileiras de Belisário. Foram colocados sob comando geral do gassânida Aretas V (r. 528–569) e marcharam contra Sisaurano, na Assíria. Segundo Procópio, cruzaram o rio Tigre num território fértil e por muito tempo não atacado, e portanto não defendido, conseguindo assim muito butim. Aretas V, que alegadamente temia perder seu butim, fez um truque para que Trajano e João retornassem para território bizantino por uma rota que evitou Belisário e levou-os para Teodosiópolis, próximo do rio Aborras. Em 542, Pedro e João alegaram que Belisário e Buzes haviam declarado falta de vontade em aceitar um imperador nomeado em Constantinopla caso, como temiam, Justiniano tivesse perecido de praga; tais alegações causaram a reconvocação e demissão de ambos. Em 543, liderou forças combinadas com Domencíolo, Justo, Perânio e João para Fiso, próximo de Martirópolis, e de lá à fronteira persa. Outros generais (Filemudo, Martinho, Pedro, Vero, Valeriano) lideraram  invasão ao Império Sassânida de outro local, porém João e os demais oficiais não juntaram-se a eles e decidiram atacar Taraunitis, na Armênia, e retornar.

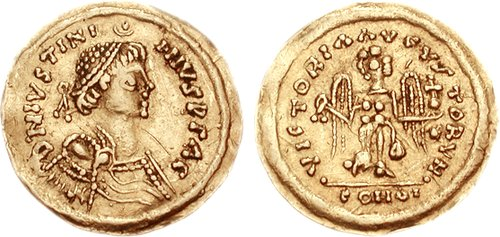
Tremisse emitido em Ticino sob o rei ostrogótico Tótila r.

No inverno de 545/6, João invernou com Narses, Filemudo e os hérulos na Trácia em preparação para uma expedição à Itália na primavera de 546. Quando preparavam a marcha, se encontraram com uma força de invasores eslavos, que conseguiram derrotar. Os eventos subsequentes da expedição não são registrados, mas é provável que não tenha sido concluída, com Narses retornando para Constantinopla. No começo de 551, foi enviado com Arácio, Constanciano, Nazares, Justino e Escolástico para lidar com os eslavos que estavam saqueando a península Balcânica. Foram derrotados perto de Adrianópolis, mas depois conseguiram uma vitória, depois da qual os eslavos retornaram para suas terras. Em 552, liderou uma grande força que se uniu a Narses em Salona para uma expedição na Itália. Na península, tomou parte da Batalha da Tumba dos Galos do final de junho, na qual os bizantinos conseguiram uma vitória decisiva e rei ostrogótico Tótila (r. 541–552) foi morto. Segundo Procópio, João comandou a ala direita com Valeriano, Dagisteu e outros.